# Anna Wesołowska-Piechocińska
Anna Wesołowska-Piechocińska (ur. 21 lipca 1955 w Siemianowicach Śląskich) – polska aktorka filmowa i teatralna. 

## Życiorys
Absolwentka Akademii Sztuk Teatralnych im. Stanisława Wyspiańskiego w Krakowie z 1980 roku. Od 1983 roku gra w zespole Teatru Śląskiego im. Stanisława Wyspiańskiego w Katowicach. Wcześniej przez dwa lata grała w Teatrze im. Wojciecha Bogusławskiego w Kaliszu. W 2007 roku została odznaczona Brązowym Krzyżem Zasługi przez ówczesnego Prezydenta Polski Lecha Kaczyńskiego.

## Filmografia
- 1983: Seksmisja jako strażniczka w blokhauzie
- 1987: Zabiję cię Heleno jako Elżbieta
- 1987: Między ustami a brzegiem pucharu  jako Aurora von Carolath, kochanka Wentzla
- 1989: Triumf ducha  jako funkcjonariuszka SS
- 1989: Ring jako kelnerka Krystyna Windowska
- 1999-2000: Święta wojna jako Kasia
- 2004: Fala zbrodni jako wdowa
- 2006: Szklane usta jako położna
- 2006: Gigant
- 2008: Drzazgi jako matka Doroty
- 2009: Droga jako kobieta
- 2011: Dziady jako Dama, Matka Panny
- 2016: Wujek.81. Czarna ballada jako Płaczkowa